# ميخائيل جي. هانلي
ميخائيل جي. هانلي هو سياسي أمريكي، ولد في 9 ديسمبر 1955 في ساغيناو في الولايات المتحدة. نشط حزبياً في الحزب الديمقراطي. وقد انتخب عضو مجلس نواب ميشيغان ‏.